# Ceropsilopa purimana
Ceropsilopa purimana är en tvåvingeart som först beskrevs av Cresson 1925.  Ceropsilopa purimana ingår i släktet Ceropsilopa och familjen vattenflugor.
Artens utbredningsområde är Filippinerna. Inga underarter finns listade i Catalogue of Life.